# Campionati europei di ciclismo su strada 1999
I Campionati europei di ciclismo su strada 1999 si disputarono a Lisbona, in Portogallo, nell'agosto 1999.

## Medagliere
| Pos.   | Nazione       | Oro | Argento | Bronzo | Totale |
| ------ | ------------- | --- | ------- | ------ | ------ |
| 1      | Ucraina       | 2   | 1       | 0      | 3      |
| 2      | Italia        | 1   | 1       | 1      | 3      |
| 3      | Croazia       | 1   | 0       | 0      | 1      |
| 4      | Gran Bretagna | 0   | 1       | 1      | 2      |
| 4      | Svizzera      | 0   | 1       | 1      | 2      |
| 6      | Francia       | 0   | 0       | 1      | 1      |
| Totale | Totale        | 4   | 4       | 4      | 12     |

## Sommario degli eventi
| Eventi                 | Oro                       | Tempo | Argento                        | Tempo | Bronzo                        | Tempo |
| Uomini Under-23        |                           |       |                                |       |                               |       |
| Gara in linea dettagli | Michele Gobbi Italia      | ?     | Luca Paolini Italia            | ?     | Fabio Bulgarelli Italia       | ?     |
| Cronometro dettagli    | Martin Čotar Croazia      | ?     | Charles Wegelius Gran Bretagna | ?     | Nicolas Fritsch Francia       | ?     |
| Donne Under-23         |                           |       |                                |       |                               |       |
| Gara in linea dettagli | Tetjana Stjažkina Ucraina | ?     | Oksana Saprykina Ucraina       | ?     | Nicole Brändli Svizzera       | ?     |
| Cronometro dettagli    | Tetjana Stjažkina Ucraina | ?     | Nicole Brändli Svizzera        | ?     | Ceris Gilfillan Gran Bretagna | ?     |